# Mesocyclops pescei
Mesocyclops pescei är en kräftdjursart som beskrevs av Petkovski 1986. Mesocyclops pescei ingår i släktet Mesocyclops och familjen Cyclopidae. Inga underarter finns listade i Catalogue of Life.